# Gemenebestspelen 1994
De vijftiende editie van de Gemenebestspelen (Commonwealth Games) werden gehouden van 18 tot en met 24 augustus 1994 in Victoria, Canada. Canada was het eerste land waar de spelen voor de vierde keer plaatsvonden.
Een recordaantal van 63 teams nam deel. Debuterende teams waren Montserrat en Namibië (Gemenebestlid sinds 1990). Met Zuid-Afrika, dat terugkeerde na acht edities verbannen te zijn geweest vanwege de apartheidpolitiek, namen ook Antigua en Barbuda, Belize, Dominica, Saint-Lucia en Saint-Vincent en de Grenadines opnieuw deel. Dit was het laatste optreden van Hong Kong op de Spelen voordat de soevereiniteit van het Verenigd Koninkrijk naar de Volksrepubliek China werd overgedragen.
Net als op de vier edities van 1978-1990 werden er tien sporten beoefend op de Gemenebestspelen. De sport judo, dat in 1990 voor het eerst op het programma stond, maakte weer plaats voor worstelen dat in 1990 eenmalig van het programma was verwijderd. Voor het eerst werden er wedstrijden voor vrouwen in de schietsport georganiseerd. Bij het gewichtheffen werden in de tien gewichtsklassen voor de twee opeenvolgende keer medailles uitgereikt voor de gebruikelijke combinatie van trekken en stoten en bij het trekken en stoten apart. Het “Victoria’s Centennial Stadium” fungeerde als de centrale accommodatie waar de spelen plaatsvonden.

## Deelnemende teams

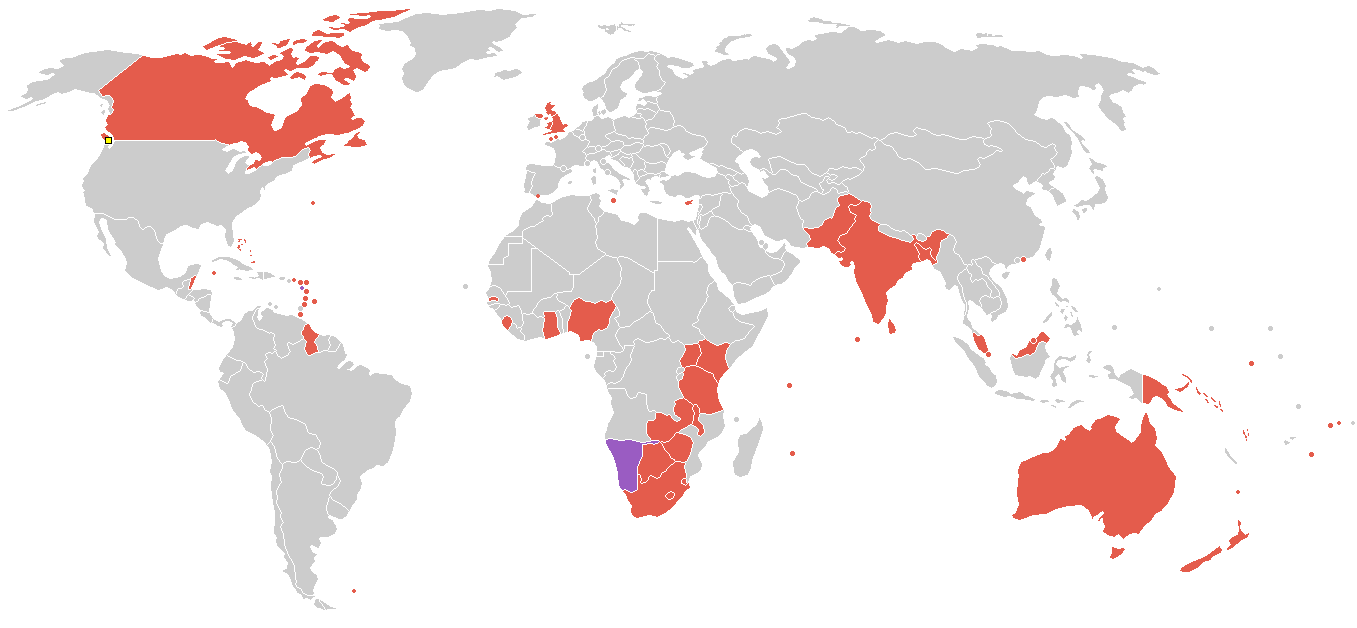
Deelnemende teams

## Sporten
| Sport                                             | Onderdelen | Onderdelen | Onderdelen | Onderdelen |
| Sport                                             | Tot.       | M          | V          | Mix/Open   |
| ------------------------------------------------- | ---------- | ---------- | ---------- | ---------- |
| Atletiek                                          | 44         | 25         | 19         |            |
| Badminton                                         | 6          | 2          | 2          | 2          |
| Boksen                                            | 12         | 12         | 0          |            |
| Bowls                                             | 8          | 4          | 4          |            |
| Gewichtheffen                                     | 30         | 30         | 0          |            |
| Gymnastiek Ritmische gymnastiek Turnen            | 6 14       | 0 8        | 6          |            |
| Schietsport                                       | 32         | 19         | 10         | 3          |
| Worstelen                                         | 10         | 10         | 0          |            |
| Wielersport                                       | 11         | 8          | 3          |            |
| Zwemsport Schoonspringen Synchroonzwemmen Zwemmen | 6 2 34     | 3 0 17     | 3 2 17     |            |
| Totaal                                            | 217        | 138        | 74         | 5          |

## Medailleklassement
|        | Land                | Goud | Zilver | Brons | Totaal |
| ------ | ------------------- | ---- | ------ | ----- | ------ |
| 1      | Australië           | 87   | 52     | 43    | 182    |
| 2      | Canada              | 40   | 42     | 47    | 129    |
| 3      | Engeland            | 31   | 45     | 51    | 127    |
| 4      | Nigeria             | 11   | 13     | 13    | 37     |
| 5      | Kenia               | 7    | 4      | 8     | 19     |
| 6      | India               | 6    | 11     | 7     | 24     |
| 7      | Schotland           | 6    | 3      | 11    | 20     |
| 8      | Nieuw-Zeeland       | 5    | 16     | 20    | 41     |
| 9      | Noord-Ierland       | 5    | 2      | 3     | 10     |
| 10     | Wales               | 5    | 8      | 6     | 19     |
| 11     | Nauru               | 3    | 0      | 0     | 3      |
| 12     | Zuid-Afrika         | 2    | 4      | 5     | 11     |
| 13     | Jamaica             | 2    | 4      | 2     | 8      |
| 14     | Maleisië            | 2    | 3      | 2     | 7      |
| 15     | Cyprus              | 2    | 1      | 2     | 5      |
| 16     | Sri Lanka           | 1    | 2      | 0     | 3      |
| 17     | Zambia              | 1    | 1      | 2     | 4      |
| 18     | Namibië             | 1    | 0      | 1     | 2      |
| 19     | Zimbabwe            | 0    | 3      | 3     | 6      |
| 20     | Papoea-Nieuw-Guinea | 0    | 1      | 0     | 1      |
| 20     | West-Samoa          | 0    | 1      | 0     | 1      |
| 22     | Hongkong            | 0    | 0      | 4     | 4      |
| 23     | Pakistan            | 0    | 0      | 3     | 3      |
| 24     | Ghana               | 0    | 0      | 2     | 2      |
| 24     | Trinidad en Tobago  | 0    | 0      | 2     | 2      |
| 24     | Oeganda             | 0    | 0      | 2     | 2      |
| 27     | Bermuda             | 0    | 0      | 1     | 1      |
| 27     | Botswana            | 0    | 0      | 1     | 1      |
| 27     | Guernsey            | 0    | 0      | 1     | 1      |
| 27     | Norfolk             | 0    | 0      | 1     | 1      |
| 27     | Seychellen          | 0    | 0      | 1     | 1      |
| 27     | Tanzania            | 0    | 0      | 1     | 1      |
| 27     | Tonga               | 0    | 0      | 1     | 1      |
| Totaal | Totaal              | 217  | 216    | 246   | 679    |

Atletiek · Badminton · Boksen · Bowls · Gewichtheffen · Ritmische gymnastiek · Schietsport · Schoonspringen · Synchroonzwemmen · Turnen · Wielersport · Worstelen · Zwemmen
1930 ·
1934 ·
1938 ·
1950 ·
1954 · 
1958 · 
1962 · 
1966 ·
1970 · 
1974 ·
1978 ·
1982 ·
1986 ·
1990 ·
1994 ·
1998 ·
2002 ·
2006 ·
2010 ·
2014 ·
2018 ·
2022 ·
2026